# Аксіома А
У теорії динамічних систем, Аксіома А — запропонована Стівом Смейлом умова на динамічну систему: Неблукаюча множина гіперболічна, а періодичні точки в неї щільні. Об'єднання цієї умови із так званою «сильною умовою трансверсальності» є необхідною і достатньою умовою для структурної стійкості системи.